# Папироса

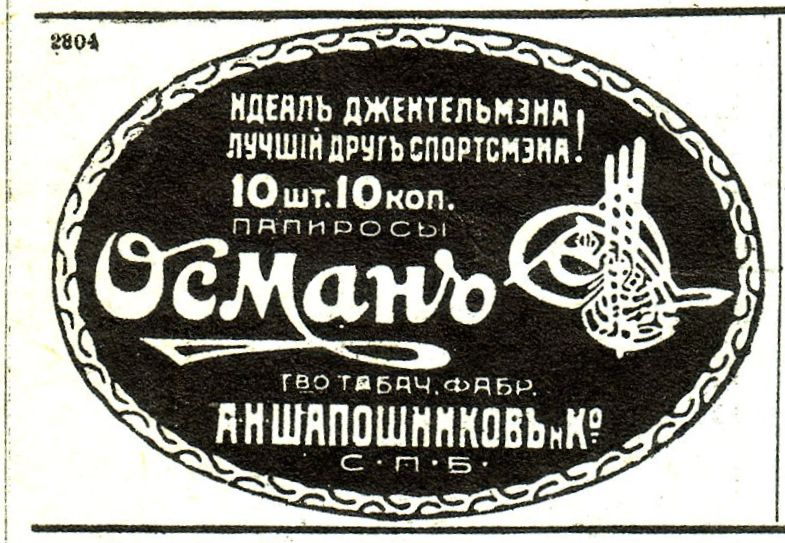
«Папиросы „Османъ“ — идеал джентельмэна, лучший друг спортсмэна» (в 1914 году считалось, что курение тренирует лёгкие)

Папиро́са (пол. рарiеrоs: рарiеr — бумага + оконч. от исп. cigarros [сигары]) — табачное изделие в виде папиросной гильзы, наполненной жёлтым ферментированным табаком. В отличие от сигарет папироса имеет мундштук — незанятую табаком часть бумажной гильзы, чаще всего без фильтра, хотя встречаются и папиросы с фильтром. Длина папиросы составляет 70—110 мм, из них мундштук занимает 40—70 мм, диаметр 7,2—8,8 мм.

## История
Папиросы являются изделием российского происхождения и впервые упоминаются в документах 1844 года. Они получили распространение во второй половине XIX века, продолжавшееся до второй половины XX, когда популярность стали набирать сигареты с фильтром, позиционировавшимся как якобы снижающий вред от курения.

## Описание
Папиросная гильза состоит из мундштука, гильзовой рубашки и розетки. Гильзовая рубашка изготавливается из тонкой папиросной бумаги. Мундштук изготовлен из плотной мундштучной бумаги и находится в гильзовой рубашке. Часть папиросы без мундштука называется ку́ркой, которая заполняется порезанной на волокна смесью ароматичных и скелетных табаков. Розетка представляет собой ряд отогнутых зубчиков, препятствующих попаданию табака в мундштук.
Основные советские марки папирос:
- Высшего сорта № 1: Армения, Богатыри, Грузия, Дюшес, Запорожцы, Ленинградские, Московские, Палехский баян, Советский Союз, Фестиваль, Фестивальные.
- Высшего сорта № 2: Дюбек, Люкс, Рекорд, Северная Пальмира, Советская Прибалтика, Ява.
- Высшего сорта № 3: Казбек, Алтынчеч, Аркадия, Курортные, Любительские, Наша марка, Феодосийские.
- Первого сорта «А»: Беломорканал, Неман, Шахтёрские.
- Первого сорта «Б»: Дружба, Север.
- Второго сорта «А»: Красная звезда, Прибой.
- Второго сорта «Б»: Байкал.
- Третьего сорта: Огонёк.
- Другие: Герцеговина Флор.